# Желязковец
Желязковец е село в Североизточна България. То се намира в община Самуил, област Разград.

## География
Селото се намира на Лудогорското плато сред Самуилските височини на надморско равнище от 300 m. Землището на Желязковец е с площ 10 494 дка, като самото село заема 23.356 кв. км. Почвите в землището са предимно черноземни, като южно от селото има изграден едноименен язовир. Граничи със землищата на селата Богомилци, Голям Извор, Мортагоново, Самуил и Хума. Намира се в Североизточен административен регион и през него преминава Републикански път III-2005.

## История
Първото свидетелство за заселването на Желязковец е от IV хилядолетие пр.н.е. To представлява археологическа находка на глинен идол от селищна могила Маал юк в землището на селото, открит през 1923 от учителя Димитър Жеков. Историческите свидетелства от миналото дават основание да се предполага, че Желязковец е строено или върху, или близо до тракийско селище, което продължава съществуването си и през римско време.
В документи от 1676 г. и 1700 г. селото е наречено Тимурджилар. Печатът на имама от 1836 г. носи същия надпис. Името на селото до 1934 г. е тъждествено на днешното – Демирджилер. За основаването и името на селото има няколко предположения. Една от версиите предполага, че то е било заселено още по времето на Първата или Втората българска държава от прабългарската етническа група капанци, но не на днешното място, а в разрушеното селище Юртлука, близо до Желязковец. Капанците са локална българска етнографска група, за която се счита, че е най-старото българско поселение в сравнение с другите локални етнически групи в района – хърцои, балканджии и добруджанци. Според втора версия селото е основано от прабългарин или татарин на име Тимур (Демир), което име по-начало е тюркско, персийско или иранско – Тимур или Тмур означава не само мрак и тъмнина, но и желязо.
Съгласно трета версия е възможно заселилите се в селището турци да са от разбитата армия на Баязид I край Ангора през 1402 г. (1336 – 1405 г.) и да са оставили прозвището на победителя Тимур в наследство. Известен и като Тамерлан, Амир Тимур, Демир, Тимурленг, Железния куцащ, на арабско–персийски и чагатайски език също са синоними за желязо. Синхронно битува и четвърта версия – селото е наречено на суфисткия дервиш Тимур баба от негови привърженици и поклонници, които са се заселили в него към края на XV – началото на XVI в. 

Не на последно място в устната традиция се споменава и пета версия – според нея селото е основано от кервани, които минавали по черния път Русе – Разград – Варна. Керваните били образувани от мливари, които отивали да мелят зърно на водениците на реката в Девня (днес кв. Река Девня, или Изворите). Пътуването от Русе било много бавно и траело няколко дни. Поради лошото състояние на пътя, керванджиите водели със себе си майстор–железар, който да отстранява неминуемите повреди по колите. Веднъж при спиране на колите в местността Кайлията, железарят отказал да тръгне отново и решил да се засели там, а скоро при него дошли други коларо–железари. При нужда, керваните вече спирали при „демирджиите“. Неизвестно кога и защо, тези железари напуснали Кайлията и през гористия дол се устанивили на сегашното място, където е селото. По занаята на заселилите се занаятчии, селището било наречено Демирджилер. Шестата и последна версия за произхода на селото и неговото название се свързва с името на местност Демирджилер и Каналии (дн. Хума) по поречието на река Бели Лом, наречена Демир капия (Желязна врата).
Под османско владичество селото е било последователно част от нахията и каазата Хезарград, дн. Разград. То е спахийска, вакъфска и най-накрая чифлишка собственост. След 1800 г. кметове (мухтари) на Демирджилер са собствениците на местния чифлик (чифлик сахиби, чифлик сайбии). Към края на XVIII в. в селото има 5 турски къщи и железарската махала. Не се  знае от кой етнос са били железарите, но българските селяните са предимно арендатори изполичари. Източно от дерето след 1828 се оформя махалата на балканджиите, дошли от Еленските или Тревненските колиби. Руско-турските войни през XIX в. водят до изселване на доста семейства най-вече в Новопазарско, но има данни за емиграция и в Бесарабия. Освобождението на Демирджилер от османско владичество настъпва на Атанасовден – 31 януари 1878 г. Народната памет е запомнила за този период, че османски бежанци получават подслон от местни българи. След 1878 г. селото е последователно в Разградско окръжие, Разградска околия, Шуменска област, Русенска област, Разградски окръг, а днес в Разградска област. Селото е самостоятелна община от 1881 до 1915 г. и от 1944 до 1959 г. Oколо 1890 г. в северозападната част на селото, наречена Коти меше, се установяват в колиби дущубашки цигани. През 1908 започва строежът на пътя Ишиклар – Демирджилер – Разград, който е завършен едва през 1930. През заключителен етап на въздушните нападения над България през Втората световна война на 11 юни 1944 е бомбардиран град Русе и околни села, сред които и Желязковец. До 1944 в селото живеят земеделци, животновъди, занаятчии, работят два частни магазина и няколко кръчми, а няколко семейства разполагат и със стопанска механизаторска техника – трактори, вършачки и товарен автомобил. Местна ТКЗС е основана от 25 редовни члена на 9 декември 1948 със стопански двор във Ветите лозя (Ески баалък). Електрификацията на селото започва през 1959 и е довършена през 1965 г.

## Население и администрация
За Желязковец данните за жителите са:
- 1870 г. – 25 български къщи с 30 семейства в тях, неизвестен брой турски къщи и семейства;
- 1880 г. – 912 жители, а от тях – българи – 258, турци – 653, цигани – няма;
- 1887 г. – 1007 жители, а от тях – българи – 278, турци – 725, цигани – няма, други (неизв. какви) – 4;
- 1892 г. – 918 жители, а от тях – българи – 320, турци – 585, цигани – няма, други – 13;
- 1900 г. – 940 жители, а от тях българи – 330, турци – 556, гърци – 2, цигани – 48, други – 1;
- 1905 г. – 1080 жители, а от тях – българи – 371, турци – 709;
- 1926 г. – 1462 жители, но няма данни за различните етноси;
- 1934 г. – 1498 жители, но няма данни за различните етноси;
- 1946 г. – 1405 жители, но няма данни за различните етноси;
- 1956 г. – 1303 жители, но няма данни за различните етноси;
- 1965 г. – 1261 жители, но няма данни за различните етноси;
- 1975 г. – 1112 жители с 350 къщи, но няма данни за различните етноси.
- 2007 г. – 848 жители, но няма данни за различните етноси;
- 2009 – 782 жители, от които 50 българи, 230 с турски произход, а останалите са роми;

Османски мухтари на Демирджилер са:
- Мехмед ага – чифлик сайбия и мюдюрин през 1828 – 29;
- Кирчо Минчев;
- Ради Пенев;
- Абтула ага;

Кметовете на Желязковец след създаването на националната държава са:
- Димитър Петров – назначен от общо събрание, свикано от временното руско управление;
- Стоян Алексиев (Чолак Стоян);
- Илия Бенов (вероятно след избори през 1885 г.);
- Неделчо Мичев (убит от турски разбойници през 1895 г.);
- Иван Величков Бенев;
- Керан Димов Бенев;
- Мичо Неделчев Мичев;
- Пенчо Божков;
- Марин Тодоров Михайлов;
- Цоньо Михайлов (от 1911 до 1920 г.);
- Мичо Стоянов Мичев
- Александър Цонев Радев
- Димитър Господинов Димитров (от 1920 до 1923 г.);
- Тахир Бояджи Алиев от гара Ишиклар – общ кмет на селата гара Ишиклар и Демирджилер – 1924 – 1926 г.;
- Хабил Алиев от гара Ишиклар – общ кмет на селата гара Ишиклар и Демирджилер – 1926 – 1928 г.;
- Петър Ангелов общ кмет на селата гара Ишиклар и Демирджилер – 1928 г.;
- Георги Динолов – общ кмет на община Самуил от 1935 – 1939 г.;
- Боян Желев – общ кмет на община Самуил от 1939 – 1940 г.;
- Цветан Йорданов Спасов – общ кмет на община Самуил през 1941 г.;
- Кръстю Иванов Кръстев и Стилиян Николов – няколко месеца през 1941 г. – общо за Самуил и Желязковец;
- Иван Пенев Иванов – общ кмет от септември 1941 до 9 септември 1944 г. като управлението се води Засилена общинска управа със съветници Рачо Ж. Ранков и Димитър Господинов (отговаря за Желязковец);

От 9 септември 1944 г. до 1945 г. Временно общинско управление с кмет Димитър Солаков и членове Добри Гъчков (отговаря за с. Желязковец), Никола Илиев, секретар Стойчо Станчев, които са и общински съветници и кметски наместници от ОФ;
- Добри Гъчков от 1945 до 1946 г.;
- Илия Николов;
- Пенчо Панайотов – 1959 – ?)
- Иван Станев – 1965 – 1971 г.;
- Иван Беров – 1971 – 1974 г.;
- Кольо Милчев – 1974 – 1976 г.;
- Петър Димитров Петров – 1973 – 1983 г.;
- Дечо Йорданов – 1985 – 1988 г.;
- Кямил Хамид Хасан – 1988 – 1995 г.;
- Хюсеин Хасан Ахмедмурад – 1995 – 1999 г.;
- Метин Юмер Кадир – 1999 – 2003 г.;
- Назиф Акиф Рамадан – след 2003 – 2007 г.;

## Културни и природни забележителности
- Църква „Св. Богородица“ – Малка каменна църква, подобна на параклис в селото е имало от около 1860 г. Към стаичка в нея се споменава за килийно училище от 1863 г. В селото тогава не е имало постоянен свещеник. Старата църква е била съборена 1930 г. Красивата нова църква „Св. Богородица“ е започната като строеж през 1928 г.
- Основно училище „Св. Климент Охридски“ – Първият известен килиен учител в селото е бил „Черният даскал“ – Николали Димитър – циганин – вретенар от Шумен, получил необходимото тогава за даскал образование. Нова училищна постройка с три стаи и коридор е построена през 1892 г. Основната сграда на училището е върху стара сграда с пристройка от 1966 г. Не е известно, кога училището получава името „Св. Климент Охридски“. Клас за обучение на деца с майчин турски език е открит през учебната 1916/17 г. През 1916 г. в училището е поставена пиесата „Неочаквана среща“ по романа на Иван Вазов „Под игото“. През 1928 г. в училището от Димитър Жеков е основан местен клон на дружеството „Червен кръст“. През 1935 г. писателката феминистка Ана Карима посещава Желязковец за една седмица, основано женско дружество и обучава учителите в детската градина. Лятна детска градина е открита през 1937 г. Целодневната детска градина е разкрита през 1970 г. в старата училищна сграда, като първа учителка е Мариана Леонардова Халачева от Враца.
- Читалище „Отец Паисий“ – Има посочване за основаване на читалище от 1884 г., но това не е подкрепено с други данни. Официално читалището „Отец Паисий“ е основано на събрание с протокол от 1 януари 1923 г. и тогава се помещава в частна постройка. Строежът на новото читалище с театрална зала и библиотека започва през 1937 г. и завършва през 1940 г. Официално новото читалище е открито на 5 октомври 1940 г.
- Паметници на загиналите в Балканската и Първата световна война, както и на починали в селото руски войници при освобождението му от османско владичество.

## Редовни събития
Първият селски сбор бил организран през 1935 на Димитровден. Днес село Желязковец има събор на 7 ноември, утвърден след 1935 г.

### Личности
- Димитър Жеков – учител и общественик,
- Иван Димитров Господинов – първият завършил военно училище офицер от селото,
- Йордан Мичев Неделчев – първият инженер от селото,
- Ради Пенчев Божков – първи икономист от селото,
- доц. д-р Живко Илиев Николов – първи лекар от селото,
- Димитричка Бонева Неделчева, доктор по философия,
- Дочка Пенчева Маринова, медицинска сестра,
- Величка Първанова, акушерка,
- Цоню Керанов Димов, дописник,
- Милко от Кривня, Исмаил Юсуф Исмаилов – фелдшери.

Други видни общественици в историята на селото са Иван П. Петров, Пенчо Желев, Неделчо Мичев, Никола Илиев, Димитър Господинов, Васил Неделчев, Димитър Жеков, Жеко Недев, Димо Дечев, Христо Господинов, Ангел Петров, Илия Николов, Христо Йорданов, Неделчо Йорданов, Неделчо Иванов.